# Lo sketch del ristorante - La forchetta sporca

Da sinistra Carol Cleveland, Eric Idle e Graham Chapman in E ora qualcosa di completamente diverso.

Lo sketch del ristorante - La forchetta sporca (The Restaurant Sketch - The Dirty Fork) è uno sketch del Monty Python's Flying Circus trasmesso nel terzo episodio della prima serie e appare anche nel film E ora qualcosa di completamente diverso. È probabilmente una satira verso le persone pignole che vanno in crisi a causa di alcuni piccoli errori.

## Lo sketch
Lo sketch è ambientato in un raffinato ristorante francese dove un uomo (Graham Chapman) e sua moglie (Carol Cleveland) stanno per cenare, finché l'uomo chiede al cameriere Gaston (Terry Jones) di portargli un'altra forchetta perché quella che hanno loro è un po' sporca. Il cameriere, sconvolto dalla notizia, si scusa con i due coniugi e va a riferire tutto al capo cameriere Gilberto (Michael Palin) il quale lo rimprovera e gli ordina di licenziare tutto il personale addetto alla pulizia delle stoviglie. Quindi il capo cameriere si scusa personalmente con i due coniugi e va a riferire tutto al proprietario del ristorante (Eric Idle). Quest'ultimo si scusa a sua volta con i due coniugi e comincia a disperarsi, poi appare il personaggio che appare più instabile, il cuoco Mungo (John Cleese) che, accecato dall'ira, minaccia l'uomo con un coltello, ma viene fermato dal capo cameriere. All'improvviso il proprietario si suicida conficcandosi la forchetta nello stomaco, il capo cameriere muore a causa della sua ferita di guerra alla testa e il cuoco, sempre più accecato dalla rabbia, cerca di uccidere l'uomo, ma il cameriere glielo impedisce saltandogli addosso e buttandolo a terra. Alla fine compare una scritta con su scritto "E ora... la battuta finale" e l'uomo dice "Fortuna che non abbiamo detto che anche il coltello era sporco" e si sentono dei fischi di disapprovazione dal pubblico.

## E ora qualcosa di completamente diverso
Nel film E ora qualcosa di completamente diverso vennero fatti alcuni cambiamenti: il cameriere si 
chiama Giuseppe e alla fine non ci sono fischi di disapprovazione dal pubblico.